# Habitatge al carrer Gurb, 43-45
L'Habitatge al carrer Gurb, 43-45 és una obra de Vic (Osona) inclosa a l'Inventari del Patrimoni Arquitectònic de Catalunya.

## Descripció
Edificis civils.
Conjunt d'habitatges entre mitgeres. Consten de planta baixa i dos pisos. Els edificis segueixen la curvatura original del carrer. Són de planta rectangular i coberts a diverses vessants i amb els ràfecs amb colls de biga de fusta.
No es pot parlar d'eixos de composició, ja que presenten diverses etapes constructives. A la planta baixa s'hi obren portals rectangulars amb brancals i llindes de pedra. Als pisos s'obren diverses finestres sense cap mena de decoració llevat d'alguns ampits motllurats.
Cal remarcar una font inscrita dins un arc escarser i dovellat. Al damunt hi ha una fornícula d'arc de mig punt que conté la Mare de Déu.
L'estat de conservació és força dolent.

## Història
L'antic camí de Gurb sorgí com la prolongació del carrer de les Neus vers el segle xii i on s'anaren transformant les masies i edificacions en cases entre mitgeres que seguien el traçat natural del camí. Al segle xv es construí l'església gòtica dels Carmelitans prop de l'actual carrer Arquebisbe Alemany, enderrocada el 1655 en convertir-se la ciutat en plaça fortificada contra els francesos durant la guerra dels Segadors. Als segles XVII-XVIII es construí l'actual convent i l'església dels Carmelitans calçats. Al segle xviii la ciutat experimenta un fort creixement i aquests carrers itinerants es renoven formant part de l'Eixample Morató. Al segle xix, amb la urbanització de l'Horta d'en Xandri entre el carrer Gurb i de Manlleu també es renova. Actualment el carrer viu una etapa d'estancament i convindria revitalitzar-lo
L'edifici representa un element emblemàtic pel carrer de Gurb, ja que era un llos d'aprovisionament d'aigua i la capella un lloc de culte dedicat a la Mare de Déu. Per bé que l'edificació primitiva es degué construir al segle xviii, l'edifici ha sofert diverses remodelacions.
L'edifici ha estat enderrocat, encara que s'ha reconstruït la font i la fornícula en la construcció nova.